# Jurij Žehel
Jurij Žehel, slovenski rimskokatoliški duhovnik, * okoli 1500, Kamnik, † maj 1598, Maribor.

## Življenje in delo
Jirij Žehel(j) (Sechell, Shechel, Si(e)chell), mariborski župnik v dobi protestantizma, se je šolal na Dunaju, bil posvečen v Vidmu, več let vikar v krški škofiji, od 1554 do 1586 pa mestni župnik v župniji sv. Janeza Krstnika. Župnija je bila v zelo slabem gospodarskem stanju. Žehel jo je z vnemo saniral in ji s pravdami vrnil posesti, obnovil je njene pravice in dohodke ter naselil nove podložnike. Prejšnje urbarje je po temeljitem poizvedovanju korigiral in 1571 sestavil do tedaj najpopolnejši župnijski urbar mariborski beneficiji (podložniki, gorskopravna zemljišča, žitne in vinske desetini; hrani ga Pokrajinski arhiv Maribor).